# Zoran Vujović
Zoran Vujović (Sarajevo, 26. kolovoza 1958.), hrvatski nogometni trener i umirovljeni nogometaš iz Bosne i Hercegovine.
Iako rođeni Sarajlija, Vujović je sa seniorskim nogometom krenuo u Splitu, igrajući za tamošnjeg Hajduka. Ukupno je odigrao 428 utakmica i postigao 66 golova igrajući na poziciji desnog beka. U bilom dresu osvaja jedan naslov prvaka Jugoslavije te dva kupa. 
Nakon Hajduka igra većinom po Francuskoj, gdje 1987. osvaja duplu krunu s Bordeauxom. Po povratku u Jugoslaviju osvaja opet kup i prvenstvo igrajući u dresu Crvene zvezde. Po završetku igračke karijere trenira po Maroku, Saudijskoj Arabiji, te Francuskoj.
U jugoslavenskoj je reprezentaciji debitirao 1979. protiv Italije, a 10 se godina poslije od plavog dresa oprostio protiv Grčke u Novom Sadu. Za to vrijeme nastupa na Mediteranskim igrama u Splitu 1979., Olimpijadi u Moskvi 1980., te na Svjetskom prvenstvu u Španjolskoj 1982.
Njegov brat blizanac, Zlatko, također je jedna od legendi splitskog Hajduka.